# Lecco (provins)
| Citat                                                 | Den gren af Lago di Como, som strækker sig mod syd, mellem to uafbrudte bjergkæder, fuld af bugter og vige. | Citat |
| Alessandro Manzoni, De forlovede – kap. I, s. 9, 1840 | |       |

Provinsen Lecco (it. Provincia di Lecco) er en provins i regionen Lombardiet i det nordlige Italien. Lecco er provinsens hovedby. Lecco blev provins i 1992.
Der var 311.452 indbyggere ved folketællingen i 2001.

## Geografi
Provinsen Lecco grænser til:
- i vest og nord mod provinsen Como,
- i øst mod provinserne Sondrio og Bergamo og
- i syd mod provinsen Milano.

Italiens tredje største indsø Comosøen danner en del af grænsen mod provinsen Como.

## Kommuner
- Abbadia Lariana
- Airuno
- Annone di Brianza
- Ballabio
- Barzago
- Barzanò
- Barzio
- Bellano
- Bosisio Parini
- Brivio
- Bulciago
- Calco
- Calolziocorte
- Carenno
- Casargo
- Casatenovo
- Cassago Brianza
- Cassina Valsassina
- Castello di Brianza
- Cernusco Lombardone
- Cesana Brianza
- Civate
- Colico
- Colle Brianza
- Cortenova
- Costa Masnaga
- Crandola Valsassina
- Cremella
- Cremeno
- Dervio
- Dolzago
- Dorio
- Ello
- Erve
- Esino Lario
- Galbiate
- Garbagnate Monastero
- Garlate
- Imbersago
- Introbio
- La Valletta Brianza
- Lecco
- Lierna
- Lomagna
- Malgrate
- Mandello del Lario
- Margno
- Merate
- Missaglia
- Moggio
- Molteno
- Monte Marenzo
- Montevecchia
- Monticello Brianza
- Morterone
- Nibionno
- Oggiono
- Olgiate Molgora
- Olginate
- Oliveto Lario
- Osnago
- Paderno d'Adda
- Pagnona
- Parlasco
- Pasturo
- Perledo
- Pescate
- Premana
- Primaluna
- Robbiate
- Rogeno
- Santa Maria Hoè
- Sirone
- Sirtori
- Sueglio
- Suello
- Taceno
- Valgreghentino
- Valmadrera
- Valvarrone
- Varenna
- Vercurago
- Verderio
- Viganò

45°51′N 9°24′Ø / 45.85°N 9.4°Ø